# Barry Dancer
Barry Dancer, född den 27 augusti 1952 i Brisbane, Australien, är en australisk landhockeyspelare.
Han tog OS-silver i herrarnas landhockeyturnering i samband med de olympiska landhockeytävlingarna 1976 i Montréal.